# Jerzy Gert

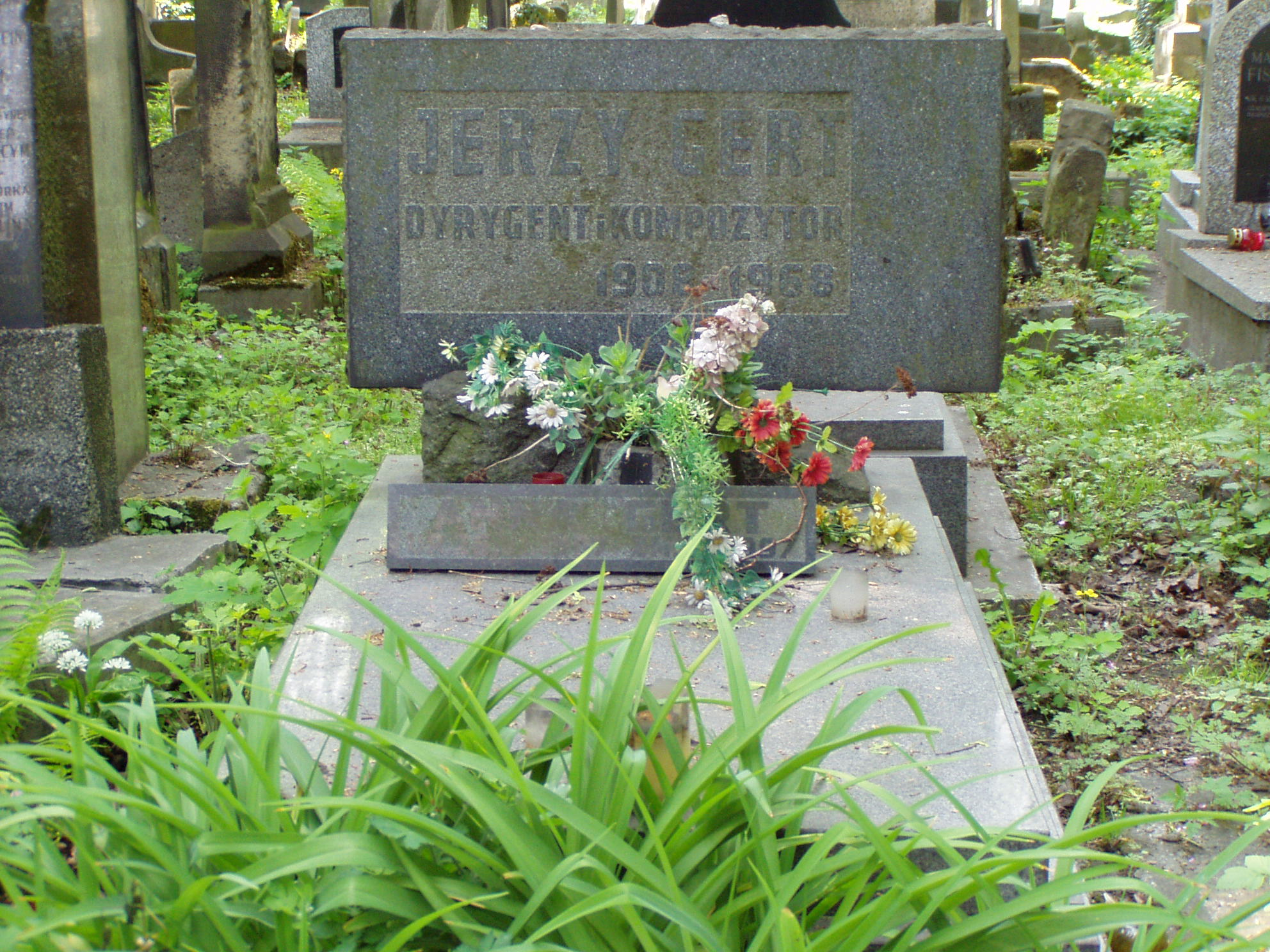
Grób Jerzego Gerta na nowym cmentarzu żydowskim w Krakowie

Jerzy Gert, właśc. Ignacy Izaak Gärtner (ur. 31 marca 1908 w Tarnowie, zm. 5 czerwca 1968 w Krakowie)  – polski dyrygent i kompozytor.

## Życiorys
Urodził się w Tarnowie, w rodzinie żydowskiej jako syn Henryka. W latach 1924–1932 kształcił się w Wiedniu w grze na fortepianie i skrzypcach oraz studiował teorię muzyki, początkowo w Neues Wiener Konservatorium, następnie w Universität für Musik und darstellende Kunst pod kierunkiem Hannsa Eislera, Josefa Polnauera oraz prywatnie u Arnolda Schönberga  i Albana Berga.
W latach 1933–1939 był kierownikiem wytwórni płytowej „Odeon” w Warszawie i dyrygował tam własną orkiestrą . W 1939 wyjechał do Lwowa, gdzie do 1941 był dyrygentem Filharmonii Lwowskiej  .
W 1943 został aresztowany przez niemieckie władze okupacyjne. Był więźniem nazistowskich obozów koncentracyjnych w Płaszowie i Mauthausen  .
W 1946 dyrygował orkiestrą objazdową. W 1947 powołał do życia Orkiestrę, a rok później Chór Polskiego Radia w Krakowie; pracą obu tych zespołów kierował do końca życia . Równocześnie w latach 1954–1957 był kierownikiem artystycznym Teatru Muzycznego w Krakowie. Pod jego kierownictwem scena ta wystawiła pięć premier operetek: Hrabinę Maricę, Krainę uśmiechu, Wesołą wdówkę, Księżnę cyrkówkę i Noc w Wenecji. W latach 1957–1962 był też kierownikiem artystycznym Filharmonii Krakowskiej  .
Dokonał wielu nagrań radiowych muzyki poważnej (jako pierwszy nagrał operę Król Roger Karola Szymanowskiego), popularnej i rozrywkowej .  Jako kompozytor muzyki filmowej współpracował ze Studiem Filmowym „Semafor” i Filmem Polskim w Łodzi, komponując muzykę do filmu rysunkowego Lis Kitaszek i dokumentalnego Pokój zdobędzie świat (1961). W pierwszych latach po wojnie był jednym z najbardziej znanych muzyków w Polsce: „popularność zawdzięczał Polskiemu Radiu, na którego antenie nie było prawie dnia, by nie zabrzmiała orkiestra Gerta.” . Był znanym kompozytorem muzyki rozrywkowej i autorem licznych aranżacji utworów polskich na potrzeby radia ; skomponował wiele popularnych piosenek .
Zmarł w 1968. Pochowany na nowym cmentarzu żydowskim przy ulicy Miodowej w Krakowie.

## Najbardziej znane piosenki Jerzego Gerta
- Uliczka w Sewilli – słowa Tadeusz Śliwiak
- Krakowska kwiaciarka – słowa Tadeusz Śliwiak
- Jesienna rozłąka – słowa Bronisław Brok
- Piosenka o Nowej Hucie – słowa Stanisław Chruślicki
- Z wszystkich bliskich miast – słowa Tadeusz Kubiak

Źródło: .

## Odznaczenia i nagrody
- Order Sztandaru Pracy II klasy
- Krzyż Kawalerski Orderu Odrodzenia Polski (1952)[8]
- Krzyż Oficerski Orderu Odrodzenia Polski (1954)[9]
- Medal 10-lecia Polski Ludowej (1955)[10]
- Złota Odznaka „Za Pracę Społeczną dla miasta Krakowa” (1965)[11]

- Nagroda Ministra Kultury i Sztuki (1967)

Źródło: .